# 2004年アテネオリンピックのロシア選手団
2004年アテネオリンピックのロシア選手団（2004ねんアテネオリンピックのロシアせんしゅだん）は、2004年8月13日から8月29日にかけてギリシャの首都アテネで開催された2004年アテネオリンピックのロシア選手団、およびその競技結果。

## 概要
今大会は金メダル28個、銀メダル26個、銅メダル36個の合計90個のメダルを獲得した。

## メダル
| メダル | 選手名 | 競技       | 種目                           |
| ------ | --- | ---------- | ------------------------------ |
| 金     | ユーリー・ボルザコフスキー | 陸上       | 男子800m                       |
| 金     | エレーナ・スレサレンコ | 陸上       | 女子走高跳                     |
| 金     | エレーナ・イシンバエワ | 陸上       | 女子棒高跳                     |
| 金     | タチアナ・レベデワ | 陸上       | 女子走幅跳                     |
| 金     | ナタリア・サドワ | 陸上       | 女子円盤投                     |
| 金     | オリガ・クゼンコワ | 陸上       | 女子ハンマー投                 |
| 金     | ミハイル・イグナティエフ | 自転車     | 男子ポイントレース             |
| 金     | オルガ・スリュサレワ | 自転車     | 女子ポイントレース             |
| 金     | ビアチェスラフ・エキモフ | 自転車     | 男子個人ロードタイムトライアル |
| 金     | アリーナ・カバエワ | 体操       | 女子新体操個人                 |
| 金     | オレシア・ベルギナ オルガ・グラツキフ タチアナ・クルバコワ ナタリア・ラブロワ エレナ・ムルジナ エレナ・ポセビナ                 | 体操       | 女子新体操団体                 |
| 金     | マブレット・バチロフ | レスリング | 男子フリースタイル55kg級       |
| 金     | ブバイサ・サイティエフ | レスリング | 男子フリースタイル74kg級       |
| 金     | ハジムラト・ガツァロフ | レスリング | 男子フリースタイル96kg級       |
| 金     | アレクセイ・ミチン | レスリング | 男子グレコローマン84kg級       |
| 金     | ハッサン・バロエフ | レスリング | 男子グレコローマン120kg級      |
| 金     | アレクセイ・チシュチェンコ | ボクシング | 男子フェザー級                 |
| 金     | ガイダルベク・ガイダルベコフ | ボクシング | 男子ミドル級                   |
| 金     | アレクサンデル・ポベトキン | ボクシング | 男子スーパーヘビー級           |
| 銀     | デニス・ニジェゴロドフ | 陸上       | 男子50km競歩                   |
| 銀     | タチアナ・トマショワ | 陸上       | 女子1500m                      |
| 銀     | オルガ・フィオドロワ ユリヤ・タバコワ イリーナ・ハバロワ ラリサ・クルグロワ                                                     | 陸上       | 女子4×100mリレー               |
| 銀     | オレシャ・クラスノモベツ ナタリア・ナザロワ オレシャ・ジキナ ナタリア・アントユフ                                               | 陸上       | 女子4×400mリレー               |
| 銀     | オリンピアダ・イワノワ | 陸上       | 女子20km競歩                   |
| 銀     | スベトラーナ・フェオファノワ | 陸上       | 女子棒高跳                     |
| 銀     | イリーナ・シマギナ | 陸上       | 女子走幅跳                     |
| 銀     | スタニスラワ・コマロワ | 競泳       | 女子200m背泳ぎ                 |
| 銀     | タミラ・アバソワ | 自転車     | 女子スプリント                 |
| 銀     | ビタリー・マカロフ | 柔道       | 男子73kg以下級                 |
| 銀     | タメルラン・トメノフ | 柔道       | 男子100kg超級                  |
| 銀     | スベトラーナ・ホルキナ | 体操       | 女子個人総合                   |
| 銀     | イリーナ・チャシナ | 体操       | 女子新体操個人                 |
| 銀     | アレクサンドル・モスカレンコ | 体操       | 男子トランポリン個人           |
| 銀     | ゲイダル・マメダリエフ | レスリング | 男子グレコローマン55kg級       |
| 銀     | グーゼル・マニウロワ | レスリング | 女子フリースタイル72kg級       |
| 銅     | アレクセイ・ウォエウォジン | 陸上       | 男子50km競歩                   |
| 銅     | ダニラ・ブルケニャ | 陸上       | 男子三段跳                     |
| 銅     | セルゲイ・マカロフ | 陸上       | 男子やり投                     |
| 銅     | ナタリア・アントユフ | 陸上       | 女子400m                       |
| 銅     | タチアナ・コトワ | 陸上       | 女子走幅跳                     |
| 銅     | タチアナ・レベデワ | 陸上       | 女子三段跳                     |
| 銅     | オルガ・スリュサレワ | 自転車     | 女子ロードレース               |
| 銅     | ドミトリー・ノソフ | 柔道       | 男子81kg以下級                 |
| 銅     | ハサンビ・タオフ | 柔道       | 男子90kg以下級                 |
| 銅     | テア・ドングザシビリ | 柔道       | 女子78kg超級                   |
| 銅     | リュドミラ・エジョワ スベトラーナ・ホルキナ アンナ・パヴロワ エレーナ・ザモロドチコワ ナタリア・ジガンシナ マリア・クリウチコワ | 体操       | 女子団体総合                   |
| 銅     | アンナ・パヴロワ | 体操       | 女子跳馬                       |
| 銅     | マハチ・ムルタザリエフ | レスリング | 男子フリースタイル66kg級       |
| 銅     | サジド・サジドフ | レスリング | 男子フリースタイル84kg級       |
| 銅     | ワルテレス・サムルガチェフ | レスリング | 男子グレコローマン74kg級       |
| 銅     | セルゲイ・カザコフ | ボクシング | 男子ライトフライ級             |
| 銅     | ムラト・フラチェフ | ボクシング | 男子ライト級                   |
| 銅     | オレグ・サイトフ | ボクシング | 男子ウェルター級               |